# 대한민국 상법 제20조
대한민국 상법 제20조는 회사상호의 부당사용의 금지에 대한 상법총칙의 조문이다.

## 조문
제20조 (회사상호의 부당사용의 금지) 회사가 아니면 상호에 회사임을 표시하는 문자를 사용하지 못한다. 회사의 영업을 양수한 경우에도 같다.